# Daniel Garza
Daniel Garza (* 8. April 1985 in Monterrey) ist ein ehemaliger mexikanischer Tennisspieler.

## Karriere
Daniel Garza spielte hauptsächlich auf der ATP Challenger Tour und der ITF Future Tour. Er gewann 8 Einzel- und 22 Doppelturniere auf der Future Tour. Auf der ATP Challenger Tour war er fünfmal erfolgreich. Zum 24. Juli 2006 durchbrach er erstmals die Top 200 der Weltrangliste im Doppel und seine höchste Platzierung war ein 176. Rang im März 2007, während er im Einzel 2012 bis auf Platz 294 stieg. Sein Debüt im Einzel auf der ATP World Tour gab er im Februar 2011 bei in Acapulco, wo er in der Auftaktrunde gegen Santiago González in zwei Sätzen verlor. In den darauffolgenden Jahren 2012 und 2013 verlor ebenfalls jeweils in der Auftaktrunde.
Im Doppel gab er im Februar 2007 ebenfalls in Acapulco, wo er an der Seite von Miguel Gallardo Valles antrat, sein Debüt auf der ATP World Tour. Sie verloren in der Auftaktrunde gegen Jordan Kerr und David Škoch. In den Jahren 2012 bis 2014 spielte er mit wechselnden Partnern ebenfalls im Doppelhauptfeld, verlor jedoch stets zum Auftakt.
2016 wurde Garza wegen versuchter Spielmanipulation für ein Jahr gesperrt. Der Internationale Sportgerichtshof hob die Sperre allerdings wieder auf, sodass Garza sofort wieder spielberechtigt war.
Ab 2018 stand er in beiden Ranglisten stets außerhalb der Top 1000. 2021 spielte er letztmals eins Profiturnier.
Daniel Garza spielte von 2006 bis 2015 für die mexikanische Davis-Cup-Mannschaft. Für diese trat er in 16 Begegnungen an, wobei er im Einzel eine Bilanz von 16:8 und im Doppel eine Bilanz von 6:2 aufzuweisen hat.

## Erfolge
| Legende (Anzahl der Siege)  |
| Grand Slam                  |
| ATP World Tour Finals       |
| ATP World Tour Masters 1000 |
| ATP World Tour 500          |
| ATP World Tour 250          |
| ATP Challenger Tour (5)     |

### Doppel

#### Turniersiege
| Nr. | Datum             | Turnier         | Belag     | Partner           | Finalgegner                             | Ergebnis          |
| --- | ----------------- | --------------- | --------- | ----------------- | --------------------------------------- | ----------------- |
| 1.  | 16. April 2006    | San Luis Potosí | Sand      | Dawid Olejniczak  | Héctor Almada Víctor Romero             | 6:2, 6:2          |
| 2.  | 23. Juli 2006     | Bogotá          | Sand      | Michael Quintero  | Rogério Dutra da Silva Martín Vilarrubí | 7:66, 6:4         |
| 3.  | 26. November 2006 | Puebla          | Hartplatz | Jean-Julien Rojer | Bruno Echagaray Horia Tecău             | 6:76, 6:3, [10:7] |
| 4.  | 10. Oktober 2010  | Quito           | Sand      | Eric Nunez        | Alejandro González Carlos Salamanca     | 7:5, 6:4          |
| 5.  | 2. Oktober 2011   | Aguascalientes  | Sand      | Santiago González | Júlio César Campozano Víctor Estrella   | 6:4, 5:7, [11:9]  |